# Bioggio
Bioggio est une commune suisse du canton du Tessin.
Le 4 avril 2004, les anciennes communes de Bioggio, de Bosco Luganese et de Cimo ont fusionné pour former la commune actuelle de Bioggio. Bioggio a absorbé la commune voisine d'Iseo depuis le 20 avril 2008.